# Lafrançaise
Lafrançaise település Franciaországban, Tarn-et-Garonne megyében. Lakosainak száma 2839 fő (2022. január 1.). Lafrançaise Barry-d’Islemade, Cazes-Mondenard, Durfort-Lacapelette, Labastide-du-Temple, Lizac, Meauzac, Moissac, Montastruc, Piquecos, Puycornet, Vazerac és Villemade községekkel határos.

## Népesség
A település népességének változása:
| Lakosok száma | 2872 | 2877 | 2972 | 2850 | 2842 | 2835 | 2843 | 2852 | 2839 |
|               | 2013 | 2015 | 2016 | 2017 | 2018 | 2019 | 2020 | 2021 | 2022 |